# Tomtebodabron

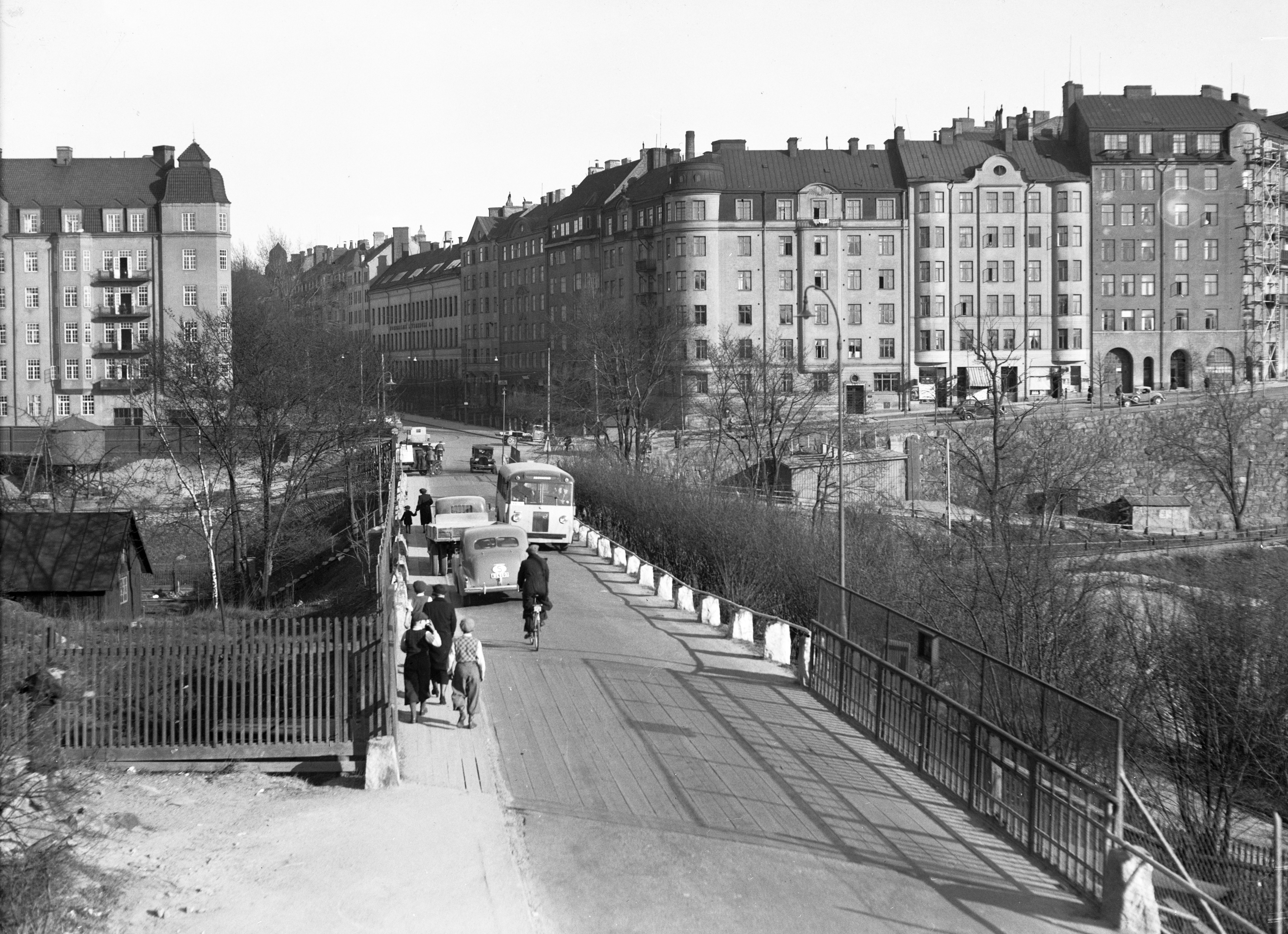
Tomtebodabron 1939, vy österut inåt Karlbergsvägen.

Tomtebodabron var en bro mellan stadsdelen Vasastaden i Stockholm och området Tomteboda i Solna. Bron revs på 1990-talet, men än idag (2013) är brofästet på Stockholmssidan bevarat.

## Historik

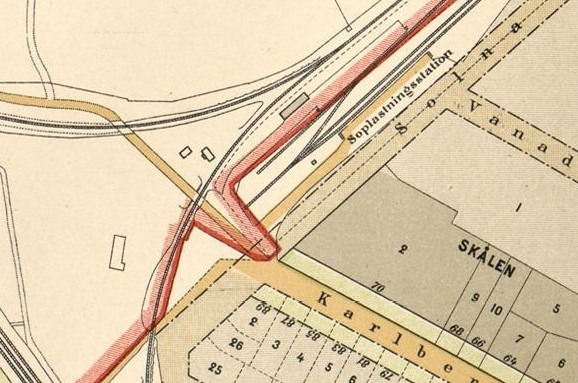
Bron på en karta från 1899.

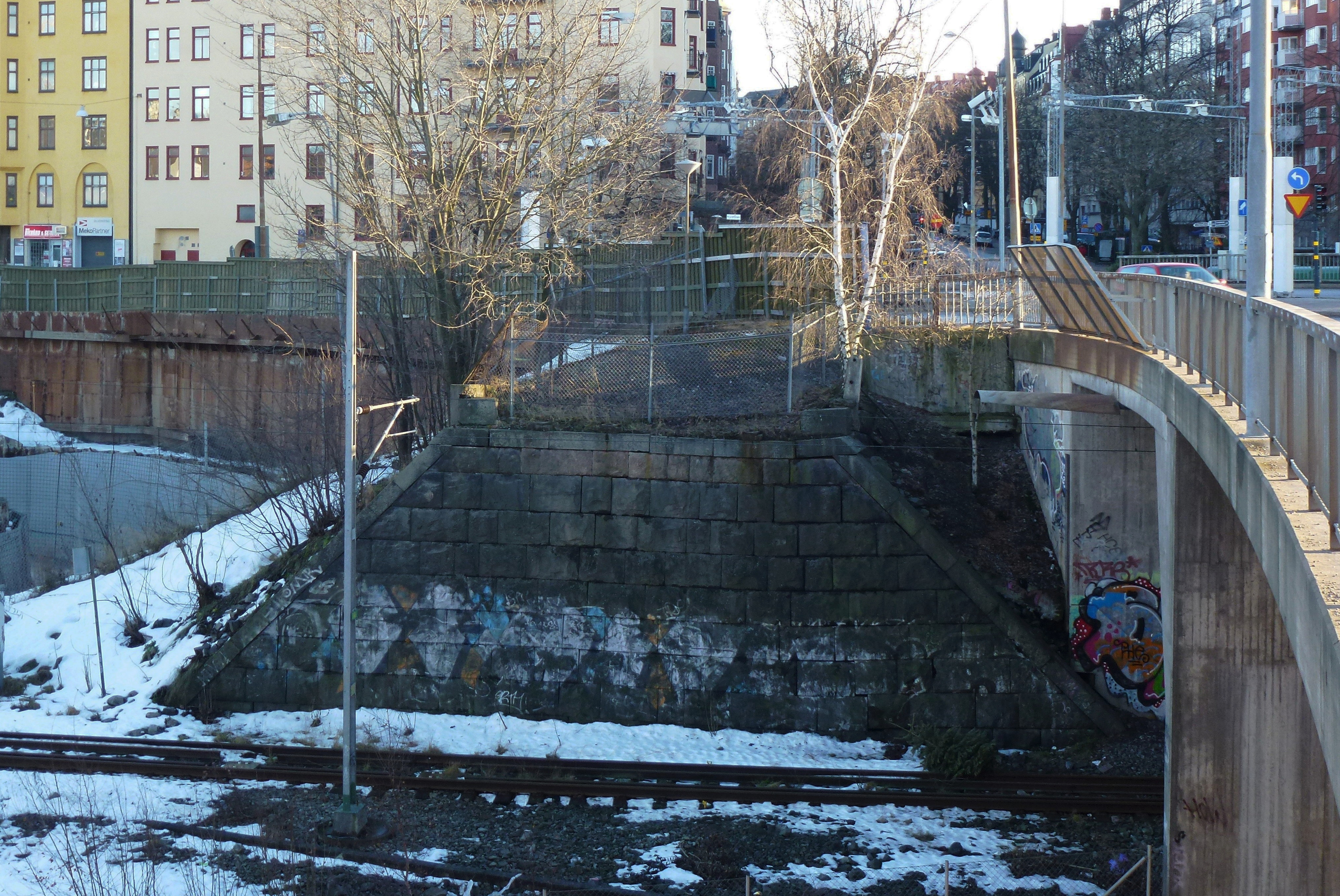
Tomtebodabrons norra brofäste, 2012.

Tomtebodabron stod i förlängningen av Karlbergsvägen, som ursprungligen fortsatte mot väster och Karlbergs slott. Då hette den Carlbergs Allé. Genom tillkomsten av Norra station år 1882 och dragning av järnvägsspår i ett utsprängt dike avklipptes Karlbergsvägen på två ställen. För att återskapa vägförbindelsen höjdes Karlbergsvägen och drogs på två korta broar över spåren. Bron närmast Vasastaden fick namnet Tomtebodabron och hörde till Solna. På en karta från 1899 framgår gränsdragningen och att nordväst om bron låg en av Stockholms soplastningssationer. Där finns idag (2012) en av arbetstunnlarna för Vasatunneln som ingår i Citybanan.
Tomtebodabron var en cirka fyra meter bred träkonstruktion med gjutjärnsräcke som spände över den västligaste delen av spårområdet. Innan Solnabron anlades 1942 var Tomtebodabron den närmaste förbindelsen mellan nordvästra Stockholm och Solna. Fortfarande på 1960-talet fungerade Tomtebodabron som smitvägen för bilister som snabbt ville ta sig från Solna centrum till Birkastan eller tvärtom. Detta sattes stopp för på 1970-talet då bron blev gång- och cykelbro. En ensam parklykta av modell ”Kineshatt” på det numera avspärrade brofästet vittnar om det. Då tillkom även en ny bred betongbro som förbinder Norra stationsgatan med Tomtebodavägen. Denna bro har dock inget eget namn utan är en del av Tomtebodavägen.
Tomtebodabron revs på 1990-talet när Norra länkens första etapp byggdes och förbindelsen mot Klarastrandsleden anlades. 